# Nives (Belgio)
Nives (Nive in lingua vallona) è una frazione del comune belga di Vaux-sur-Sûre, situata nella regione vallone, in provincia di Lussemburgo. 

## Storia
Nel 1795 vi furono incorporati i comuni di Cobreville, Sûre e Vaux-lez-Rosières. Nel 1906 Vaux-lez-Rosières fu nuovamente eretto a comune indipendente.
Nel corso della seconda guerra mondiale, il 10 maggio 1940 (giorno dell'invasione del Belgio da parte della Germania), il paese fu conquistato dai tedeschi del II./Schützen-Regiment 2  della II divisione corazzata, che aveva come obiettivo la traversata della Mosa a Sedan.
Rimase comune autonomo fino alla fusione col comune di Vaux-lez-Rosières nel comune di Vaux-sur-Sûre, avvenuta il 17 luglio 1970.